# Miguel Ángel Fernández Ruiz
Pour les articles homonymes, voir Fernández.
Fernández  Ruiz est un nom espagnol. Le premier nom de famille, en général paternel, est Fernández ; le second, en général maternel, souvent omis, est Ruiz.
Miguel Ángel Fernández Ruiz (né le 21 mars 1997 à Santander en Cantabrie) est un coureur cycliste espagnol. 

## Biographie
Miguel Ángel Fernández débute le cyclisme à l'âge de deux ans puis participe à ses premières courses à quatre ans, lors de compétitions scolaires. Il pratique également le football et le tennis durant sa jeunesse, avant de se consacrer pleinement au vélo.
Dans les catégories de jeunes, il court pendant huit ans au club GD Luyma. Bon sprinteur, il remporte douze courses chez les cadets (15-16 ans) et quatorze chez les juniors (17-18 ans). Il évolue ensuite au sein de la nouvelle équipe Aldro, dirigée par Manolo Saiz. Pour ses deux premières saisons espoirs (moins de 23 ans), il obtient une victoire et divers accessits au niveau amateur. Il se distingue également chez les professionnels en 2017 avec une septième place sur le Tour de La Rioja, sous les couleurs d'une sélection espagnole.
En 2018 et 2019, il porte les couleurs du club basque Baqué-Ideus-BH, avec lequel il s'impose à cinq reprises. En 2020, il tente sa chance au niveau continental en rejoignant l'équipe Gios-Kiwi Atlántico. Dès l'année suivante, il redescend chez les amateurs au club galicien Vigo-Rías Baixas.

## Palmarès et résultats

### Palmarès amateur
- 2013
  - Champion de Cantabrie sur route cadets[4]
- 2015
  - 2e étape du Challenge Principado de Asturias Junior
- 2016
  - 2e du Mémorial Pascual Momparler
  - 2e du Trofeo San Antonio
  - 3e du Zumaiako Saria
- 2017
  - Gran Premio San José
  - 2e du Trophée de l'Essor
  - 2e du Laudio Saria
  - 3e du San Bartolomé Sari Nagusia
- 2018
  - Gran Premio San José
  - Mémorial Agustín Sagasti
- 2019
  - Champion de Cantabrie sur route
  - Zumaiako Saria
  - Circuito Aiala
  - 3e du Mémorial Manuel Sanroma
  - 3e du Gran Premio San Antonio
- 2021
  - Champion de Cantabrie sur route
  - Gran Premio Villa de Mojados
  - 2e étape du Tour de Zamora
  - Trofeo Ayuntamiento de Zamora
  - Vuelta a la Comarca Brigantina
  - 1re étape du Tour d'Estrémadure
  - 2e du Gran Premio Primavera de Ontur

### Palmarès professionnel
- 2023
  - 5e étape de la Tropicale Amissa Bongo

### Classements mondiaux
| Année                                 | 2017  | 2018 | 2019 | 2020 | 2021 | 2022  | 2023  | 2024  |
| ------------------------------------- | ----- | ---- | ---- | ---- | ---- | ----- | ----- | ----- |
| Classement mondial                    | 1318e | nc   | nc   | nc   | nc   | 2885e | 1246e | 1683e |
| UCI Europe Tour                       | 850e  | nc   | nc   | nc   | nc   | 1732e | nc    | nc    |
|                                       |       |      |      |      |      |       |       |       |
| Légende : nc = non classéSource : UCI |       |      |      |      |      |       |       |       |